# Allium setifolium
Allium setifolium — вид рослин з родини амарилісових (Amaryllidaceae); поширений у центральній Азії.

## Опис
Цибулини скупчені, від вузькояйцюватих до яйцювато-циліндричних, діаметром 0.5–1 см; оболонка блідо-коричнева. Листків 2 або 3, волосоподібні, від коротших до майже рівних стеблині, завширшки 0.2–0.3 мм. Стеблина 5–10 см, циліндрична, вкрита листовими піхвами лише в основі. Зонтик нещільно малоквітковий. Оцвітина від блідо-червоної до червоної; сегменти з пурпурною серединною жилкою, від ланцетоподібних до довгасто-ланцетних, 5–7 × 1.2–1.6 мм, верхівка тупа. 2n = 16. Період цвітіння й плодоношення: червень — серпень..

## Поширення
Поширення: Казахстан, Киргизстан, Монголія, Китай — північно-західний Сіньцзян.
Населяє вапняні схили, пустелі.